# محمد أسد الله الغالب
محمد أسد الله الغالب (1948م) هو باحث ومفكر إسلامي بنغلاديشي، وأحد أبرز دعاة السلفية في شبه القارة الهندية. شغل أستاذًا في قسم اللغة العربية بجامعة راجشاهي، وأسس عدة مؤسسات دعوية وتعليمية وخيرية أبرزها “أهل حديث أندولن بنغلاديش” جمعية تحريك أهل الحديث بنغلاديش وجمعية “توحيد تراست” و”سلفية تراست”، كما يرأس تحرير مجلة “التحريك” الشهرية. يتميز بجهوده في نشر العقيدة الإسلامية الخالصة على منهج الكتاب والسنة، وبمؤلفاته التي تناولت التفسير والحديث والعقيدة والفقه والتاريخ، إلى جانب إبداعه في تنظيم الفعاليات الدعوية وتأسيس المدارس ودور النشر والمشاريع الاجتماعية.

## نسبه
محمد أسد الله الغالب بن أحمد علي بن زينة الله، ينتسب في نسبه الشريف إلى جده الأعلى السادس، السيد شاه نذير علي المغربي، وهو عالم رباني جليل، قدم من بلاد العرب إلى شبه القارة الهندية في سبيل تبليغ الدين الخالص، واختار الإقامة في أرض البنغال، حيث غرس بذور العلم والدعوة، فكان من روّاد نشر العقيدة السلفية في تلك الديار.

## مولده ونشأته
وُلد في يناير عام 1948م في مدينة ساتخيرا، الواقعة في جنوب غرب بنغلاديش. كان والده عالماً جليلاً وأستاذاً بارعاً، لعب دوراً هاماً في نشر العلوم الدينية في المناطق الجنوبية الغربية من بنغلاديش. كما كان له أثر كبير في مجال الدعوة السلفية من خلال كتاباته القيمة وخطاباته ومناظراته مع العلماء المقلدين. نشأ الشيخ وترعرع في هذه البيئة العلمية والدينية الثرية منذ نعومة أظافره، مما شكّل أساساً متيناً لمسيرته العلمية والدعوية.

## حياته العلمية
بدأ تعلمه بيد أبيه وأخذ منه الأدب والحديث والفقه واللغة العربية وغير ذلك، وأخذ أيضا من العلماء المحلية والخارجية من العلوم والفنون المختلفة، ثم حصل علي شهادة الكامل من المجلس التعليمي الحكومي، دكا في 1969م والماجستير في العربية من جامعة داكا الحكومية في 1976م وحصل له التميز في كلتا الشهادتين ونال شهادة الدكتورة من جامعة راجشاهي علي موضوع البحث الحكومية: ’حركة أهل الحديث: نشأتها وتطوراتها؛ خاصة في جنوب آسيا‘'' في أغسطس 1992م-
قد انضم بعهدة التدريس في جامعة داكا الحكومية في معهدها اللغات العصرية كالأستاذ المحاضر مؤقتا، ثم انتقل إلي جامعة راجشاهي الحكومية في قسم اللغة العربية في دسمبر 1980م كالأستاذ المحاضر وصار أستاذا سنة 1998م وعمل رئيسا للقسم من سنة 2002م إلي 2005م. ثم أحيل إلي المعاش عام 2016م.

## المناصب التي تولاها
1. أمير، لجمعية تحريك أهل الحديث بنغلاديش (منذ 1994م).

2. مؤسس، لجمعية شبان أهل الحديث (1978م).

3. مؤسس، لجمعية أهل الحديث للنساء (1981م).

4. مؤسس، لجمعية الأطفال (سوناموني) (1994م).

5. رئيس التحرير، لمجلة التحريك (1997م).

6. مدير، لمؤسسة التوحيد (المؤسسة الخيرية) (1989م).

7. مدير، للمجمع الإسلامي (المؤسسة الخيرية) (2010م).

8. مدير، لمؤسسة الحديث للطباعة والنشر (1992م). 

9. مدير، لمؤسسة السلفية (المؤسسة الخيرية) (2002م).

10. مدير، لدار الإفتاء (تابع لمؤسسة الحديث) (1997م). 

11. أستاذ، في قسم اللغة العربية في جامعة راجشاهي الحكومية، بنغلاديش (1980-2016م).

## أعماله ونشاطاته
- عندما كان طالبا في جامعة داكا ورأي أحوال الطلباء مضمحلا من حيث العقيدة والعمل شكل جمعية دعوية مستقلة للطلبة والشباب لإرجاعهم إلي الكتاب والسنة الصحيحة باسم «بنغلاديش أهل حديث جوبوشونغهو» (جمعية شبان أهل الحديث) في دكا في 5 فبرائر 1978م ونشرت فروعها في الكليات والجامعات والمدارس في عموم بنغلاديش ثم انتقل من داكا إلي راجشاهي مركزها الرئيسي الحالي في نودابارا ومكتب فرعها الآن في دكا في 220 بنغشال، 138 ماجد سردار رود، دكا-
- ثم أسس جمعية دعوية مستقلة لنسوة أهل الحديث لنشر الدعوة السلفية بين الطالبات والنساء حيث تكون الدعوة مؤثرة ومثمرة بينهن باسم «بنغلاديش أهل حديث موهيلا سنستها» (جمعية نسوة أهل الحديث) في 7 يونيو 1981م وفروعها اليوم في كثير من القري والمدن تلعب لعبا هاما في إنقاذ النساء من الحضارة الغربية وآثارها السيئة وإرجاعهن إلي الكتاب والسنة الصحيحة وتنظيمهن تحت راية أهل الحديث-
- ثم إذا شكلت جمعية دينية دعوية في 23 ستمبر 1994م في مؤتمر كبار علماء أهل الحديث وخواصهم من أنحاء البلاد باسم «أهل حديث أندولُن بنغلاديش» (جمعية تحريك أهل الحديث بنغلاديش) لنشر العقيدة السلفية ولإحياء التراث الإسلامي الخالص علي ضوء الكتاب والسنة الصحيحة وفق فهم السلف الصالح أصحاب الحديث، وسد اليه الإمارة والرئاسة- فهذه الجمعية للكبار تشرف علي الجمعيات المذكورة كلها- وقد انتشرت فروعها في عموم البلاد في أسرع وقت ممكن وصارت مقبولة عند العوام والخواص بقبول حسن واشتهرت حركتها في داخل البلاد وخارجها بنشاطاتها الدعوية وأعمالها الخيرية بعون الله تعالي ورحمته- ومقرها الرئيسي الحالي في نودابارا، راجشاهي-
- وفي نفس اليوم (23/ستمبر، 1994م) أسس شعبة الأطفال للجمعية لتربية أولاد المسلمين علي نهج السلف الصالحين وتخليصهم من الرسوم والعادات والخرافات الشركية والبدعية لتبعيدهم من دواعي الفتن الغربية الحديثة المروجة باسم التطور والحضارة- ومقرها الرئيسي في نودابارا، راجشاهي-
- قد أسس الدكتور محمد أسد الله الغالب جمعية خيرية إسلامية باسم «توحيد تراست» (جمعية التوحيد) في 31/مايو 1993م وباسم «سلفية تراست» في 8 يناير 2003م- وسجلت عند الحكومة ومكتبها الرئيسي اليوم في مدينة راجشاهي وفي مدينة ساتخيرا علي التوالي، وقد أسست تحت تنفيذهما حوالي سبعمائة من المساجد الجامعة وتسعة مراكز إسلامية كبيرة ودور الأيتام منها المركز الإسلامي السلفي في نودابارا، وفي ساتخيرا وباغرهات وبغورا وغيبندا وكوملا وغيرها- وبيوت مساكين ومراكز صحية وألوف من الآبار والإسعاف وتوزيع الأغذية وملابس الي المصابين بالفيضاتات وشدة الشتاء وغيرها من الأعمال الخيرية والمشاريع الإسلامية بعون الله تعالي عز وجل-
- وقد أسس أيضا مركزا للطباعة والنشر في شكل كبير باسم «حديث فاؤنديشن بنغلاديش» (مؤسسة الحديث للطباعة والنشر) في نوفمبر 1995م وقد أصدرت أكثر من خمسين كتابا وكتيبات مهمة حتي الآن مع رسالة الدكتوراة القيمة للشيخ وأصدرت كذلك أكثر من مائة شريطة في مادة الإيمان وصلاة الرسول (ص) والخطب القيمة للشيخ ولكبار العلماء حول الدعوة الي الله والاجتناب عن معصية الله ورسوله صلي الله عليه وسلم-
- ثم قام علي مهمة إصدار مجلة شهرية دعوية، باسم المجلة "التحريك[الإنجليزية]" باللغة البنغالية التي استمر إصداره من ستمبر 1997م الي اليوم، وهذه المجلة نالت شهرة عظيمة بين العوام والخواص والعلماء والفضلاء لتخطيطها السديدة ودورها القيمة لنشر العلوم الصحيحة علي منهج الدعوة السلفية ودفع وردود للعقائد الفاسدة والطائفات المضلة بكل صراحة كما بسماحة-[1]

## مؤلفاته
هو رجل ذو شخصية فذّة، فقد جُمعت فيه كثير من النواحي التي عزّ أن تُجمع في عالم أو في زعيم ديني، وقد جمع فيه جانب علميّته وقوته للبيان الصريحة البليغة المؤثرة، قوّته الكتابة الغريزة والأدبية اللامعة- وله مؤلفات كثيرة في مواد مختلفة كالتفسير والحديث والتاريخ والعقيدة والأخلاق والدعوة السلفية والمسائل الدينية والسياسية وكذا الكتب والرسائل المترجمة من اللغات العربية والفارسية والإنجلزية، وقد بلغ عدد كتب الشيخ المطبوعة 38 الي اليوم ومنها كما تلي:

### المعارف الدينية
1.	تفسير القرآن جـ1 (2013م).

2.	شرح مشكاة المصابيح جـ1 (تحت الطبع).

3. التحذير من الشرك- (1980م)

4. النظريات الثلاثة (في رد التقليد والعلمانية والمودودية) (1987م).

5. حفل ميلاد النبي صلي الله عليه وسلم (1986م) وقد أصدرت من قبل مكتب التعاوني للدعوة بالسلي بالرياض سنة 1432هـ.

6. الاحتفال بليلة النصف من شعبان (1990م).

7. مسائل الأضحية والعقيقة (1987م)، وقد أصدرت من قبل مكتب التعاوني للدعوة بالسلي بالرياض سنة 1432هـ.

8. العقيدة الإسلامية (2000م).

9. حجية الحديث (2004م).

10. عاشوراء المحرم وواجباتنا (2004م)، وقد أصدرت من قبل مكتب التعاوني للدعوة بالسلي بالرياض سنة 1432هـ.

11. التصوير والتماثيل (2010م).

12. الحج والعمرة (2001م).

13. قواعد العربية (في التجويد والقرائة للناشئيين) (1997م).

14. صلاة الرسول صلي الله عليه وسلم (1998م)، صفحات 304- وقد أصدرت من قبل مكتب التعاوني للدعوة بالسلي بالرياض سنة 1432هـ.

15. التحذير من البدع للشيخ بن باز (الترجمة البنغالية) (2011م).

16. تسعة أسئلة مع الأجوبة للشيخ الألباني (الترجمة البنغالية)، (2011م).

17. صلاة الجماعة لعبد الله السبت، الكويت (الترجمة البنغالية) (1985م)، صفحات 16 (وقد أصدرت من قبل جمعية إحياء التراث الإسلامي بالكويت).

18. تعليم اللغة البنغالية للناشئين (تحت الطبع).

19. الطلاق والتحليل (2001م).

20. صلاة الرسول صلي الله عليه وسلم (الترجمة الإنكلزية من البنغالية).

### المعارف الاجتماعية والتاريخية
21. حركة أهل الحديث: نشأتها وتطوراتها، خاصة في جنوب آسيا- (رسالة الدكتوراة التي قد طبعت من قبل مؤسسة الحديث للطباعة والنشر سنة 1996م).

22. حركة أهل الحديث ما هي ولما هي؟ (1979م).

23.	قصص الأنبياء جـ1 (2010م).

24.	قصص الأنبياء جـ2 (2010م).

25. سيرة الرسول (صلي الله عليه وسلم) (2015).

26. الأصول العلمية للدعوة السلفية لعبد الرحمن عبد الخالق، الكويت (الترجمة البنغالية) (1985م) (وقد أصدرت من قبل جمعية إحياء التراث الإسلامي بالكويت).

27.	مسائل الجاهلية للإمام محمد بن عبد الوهّاب النجدي رحـ (الترجمة البنغالية، طبعت من قبل المملكة من الرياض عام 1411هـ/1991م).

28. الخطوط العريضة لإسرائيل ضد دول العرب لمحمود شيث خطاب) (الترجمة البنغالية من الإنكلزية) (طبعت من قبل المؤسسة الإسلامية الحكومية داكا عام 1407هـ/ 1987م).

29. طريق النهضة الاجتماعية (1986م).

30. البناء المعنوي لحركة أهل الحديث (1993م).

31. العلمانية.

32. إقامة الدين طريقها وأسلوبها (2004م).

33. الخلافة الإسلامية وطريق انتخاب الرئاسة (2003م).

34. الإنسان الكامل (2009م).

35. الدعوة والجهاد (1993م).

36. نداء حار الي جماعة أهل الحديث (1993م).

37. حركة أهل الحديث ما هي ولما هي؟ (الترجمة بالإنكلزية والعربية من البنغالية) (تحت الطبع).

## آثار دعوته في بنغلاديش
- في مجال الدين : أهم تأثير الدعوة تحت قيادة الشيخ كان في مجال الدين. لأن معظم الناس من العوام والخواص كانوا منغمسين في البدع والخرافات المحدثة والشركيات باسم الدين والسياسة في هذا البلاد. فصار بجهده وجهد أتباعه في أنحاء البلاد يتوبون منها ويعتنقون بمنهج السلف أهل الحديث، متلبيا لدعوتهم الي الناس: «تعالوا نبن حياتنا علي ضوء الكتاب والسنة الصحيحة». فيتركون العمل بالأحاديث الضعيفة والموضوعة وقاموا باتباع السنة الصحيحة اجتنابا عن التعصب والتقليد المذهبي الأعمي. وقد لعب دورا فعالا في مجتمع بنغلاديش في نشر العقيدة الإسلامية الخالصة، وإثارة الشعور ضد الشركيات والمبتدعات مع أنواعها، كما في إثارة النهوض بين الناس للقيام علي الخلافة الإسلامية وفقا لنهج الخلفاء الراشدين -[2]

.
- في مجال السياسة : دعوة الشيخ في هذا المجال لها أهمية كبيرة. حينما اعتنقت معظم الأحزاب الإسلامية بالسياسة العلمانية ويرون بها إقامة المجتمع الإسلامي، أعلن الشيخ علي رؤوس الخلائق أمام ألوف من الناس في مؤتمر كبير انعقدت في مدينة داكا في 29/يوليو 1994م «فك كل نظام وأقم نظام الوحي الختامي»- لأن النظام الإسلامي لن يأت أبدا علي الطريق ما اخترعها العلمانيون لخدمة أفكارهم ونظمهم، بل يلزم علي الأمة الرجوع الي الكتاب والسنة النبوية الصحيحة، خاصة في مجالات الثلاث: أولا في إنشاء القوانين- فأعلن أن القوانين الإلهية في الكتاب والسنة الصحيحة تلزم لها المرتبة العليا علي القوانين الوضعية وتكون ناسخة لهن إذا كانت تخالف الشريعة الغراء- 
وثانيا : في انتخاب الرئاسة: فأعلن أن الانتخاب يكون علي ضوء انتخاب الخلفاء الراشدين المهديين بلا مسئلة ولا تحزب وينتخب الأمير فقط من قبل الحكماء أولا ثم من قبل العوام تأييدا له ثم يختار الأمير مجلسا صغيرا اسنشاريا له من علماء القوم وحكماءهم- ويرتبون القوانين الشرعية علي ضوء الكتاب والسنة الصحيحة لا علي القوانين الوضعية والعلمانية-

.
- في مجال الاقتصاد : أعلن أن الاقتصاد الربوي الشائع في البلاد يلزم بطلانها قطعا لأنها من أهم مبادئ الاقتصاد الرأسمالي الامتصاصي ويدعو إلي الاقتصاد الإسلامي علي ضوء الكتاب والسنة الصحيحة علي فهم السلف الصالح من الصحابة وخيار التابعين والمجتهدين من اصحاب الحديث-

.
- في مجال العلمية : أعلن أن التعليم والدراسة في البلاد تكون علي هدف العبادة الإلهية علي أساس التوحيد والرسالة والآخرة- وأقام للحصول علي هذا الهدف مدارس ومراكز علمية عديدة ترأسها المركز الإسلامي السلفي بنودابارا، راجشاهي، المقر الرئيس للجمعية وكذلك دار الحديث أحمدية السلفية في مدينة ساتخيرا وفي مدن أخرى-[3] 
وثانيا : قد صنف الكتب والكتيبات في العقيدة السلفية والفقه علي ضوء الأحاديث الصحيحة التي تدرس في صفوف الدراسة، كما تدرس في الحفلات التعليمية اليومية والأسبوعية في المساجد وفي الحفلات التدريبية تحت إشراف تنظيمه كما يبلغ بواسطة المجلة ’التحريك‘[الإنجليزية] الشهرية وكذا بخطبات الجمعة والعيدين ونشرها بالشرائط والقرص والإنترنت.-[4]

## محنته
عندما انتشرت دعوة الدكتور محمد أسد الله الغالب منظمة بين الكبار والشباب والنسوان والأطفال في أنحاء البلاد وفي خارجها وكانت العوام والخواص يعتنقون الدعوة الإسلامية الخالصة وفودا بعد وفود خافت الحكومة فأخذته في السجن وألقت عليه وأصحابه التهمة بالإرهاب وكانت لا أصل لها مطلقا بل كان هو وجمعيته وكتابته وخطباته ضادة علانية خلاف الإرهاب والترهيب في البلاد وقد استقر في السجن ثلاث سنوات وستة أشهر وستة أيام من 22/فبرائر 2005م إلي 28/أغسطس 2008م- وقد صنف الغالب في السجن كثيرا من الكتب المهمة-